# Årets boksere i Ring Magazine
Bladet Ring Magazine blev etableret i 1922, og årets boksere blev uddelt første gang i 1928. Denne liste dækker personer, der har fået prisen, der udvælges af bladets redaktører baseret på bokserens præstationer i ringen.

## 1920'erne
- 1928 – Gene Tunney
- 1929 – Tommy Loughran

## 1930'erne
- 1930 – Max Schmeling
- 1931 – Tommy Loughran
- 1932 – Jack Sharkey
- 1933 – Pris ikke uddelt
- 1934 – Tony Canzoneri & Barney Ross
- 1935 – Barney Ross
- 1936 – Joe Louis
- 1937 – Henry Armstrong
- 1938 – Joe Louis
- 1939 – Joe Louis

## 1940'erne
- 1940 – Billy Conn
- 1941 – Joe Louis
- 1942 – Sugar Ray Robinson
- 1943 – Fred Apostoli
- 1944 – Beau Jack
- 1945 – Willie Pep
- 1946 – Tony Zale
- 1947 – Gus Lesnevich
- 1948 – Ike Williams
- 1949 – Ezzard Charles

## 1950'erne
- 1950 – Ezzard Charles
- 1951 – Sugar Ray Robinson
- 1952 – Rocky Marciano
- 1953 – Bobo Olson
- 1954 – Rocky Marciano
- 1955 – Rocky Marciano
- 1956 – Floyd Patterson
- 1957 – Carmen Basilio
- 1958 – Ingemar Johansson
- 1959 – Ingemar Johansson

## 1960'erne
- 1960 –  Floyd Patterson
- 1961 –  Joe Brown
- 1962 –  Dick Tiger
- 1963 –  Cassius Clay (Muhammad Ali)
- 1964 –  Emile Griffith
- 1965 –  Dick Tiger
- 1966 – Pris ikke uddelt
- 1967 –  Joe Frazier
- 1968 –  Nino Benvenuti
- 1969 –  Jose Napoles

## 1970'erne
- 1970 –  Joe Frazier
- 1971 –  Joe Frazier
- 1972 –  Muhammad Ali og  Carlos Monzon
- 1973 –  George Foreman
- 1974 –  Muhammad Ali
- 1975 –  Muhammad Ali
- 1976 –  George Foreman
- 1977 –  Carlos Zárate
- 1978 –  Muhammad Ali
- 1979 –  Sugar Ray Leonard

## 1980'erne
- 1980 –  Thomas Hearns
- 1981 –  Sugar Ray Leonard &  Salvador Sanchez
- 1982 –  Larry Holmes
- 1983 –  Marvin Hagler
- 1984 –  Thomas Hearns
- 1985 –  Marvin Hagler &  Donald Curry
- 1986 –  Mike Tyson
- 1987 –  Evander Holyfield
- 1988 –  Mike Tyson
- 1989 –  Pernell Whitaker

## 1990'erne
- 1990 –  Julio César Chávez
- 1991 –  James Toney
- 1992 –  Riddick Bowe
- 1993 –  Michael Carbajal
- 1994 –  Roy Jones, Jr.
- 1995 –  Oscar de la Hoya
- 1996 –  Evander Holyfield
- 1997 –  Evander Holyfield
- 1998 –  Floyd Mayweather, Jr.
- 1999 –  Paulie Ayala

## 2000'erne
- 2000 –  Félix Trinidad
- 2001 –  Bernard Hopkins
- 2002 –  Vernon Forrest
- 2003 –  James Toney (2)
- 2004 –  Glen Johnson
- 2005 –  Ricky Hatton
- 2006 –  Manny Pacquiao
- 2007 –  Floyd Mayweather Jr.
- 2008 –  Manny Pacquiao
- 2009 –  Manny Pacquiao

## 2010'erne
- 2010 –  Sergio Martínez
- 2011 –  Andre Ward
- 2012 –  Juan Manuel Marquez
- 2013 –  Adonis Stevenson
- 2014 –  Sergey Kovalev
- 2015 –  Tyson Fury
- 2016 –  Carl Frampton
- 2017 –  Vasyl Lomachenko